# 4975 Dohmoto
4975 Dohmoto eller 1990 SZ1 är en asteroid i huvudbältet som upptäcktes den 16 september 1990 av de båda japanska astronomerna Kazuro Watanabe och Tetsuya Fujii vid Kitami-observatoriet. Den är uppkallad efter den japanska astronomen Yoshio Dohmoto.
Asteroiden har en diameter på ungefär 17 kilometer.